# Кушнір Віктор Степанович
Ві́ктор Степа́нович Кушні́р (3 серпня 1937, с. Калиня, нині Кам'янець-Подільського району Хмельницької області — 2 жовтня 1973, Київ) — український поет, журналіст.

## Біографічні дані

Могила Віктора Кушніра, Байкове кладовище

Закінчив Княжпільську середню школу (із золотою медаллю), 1963 року — факультет журналістики Київського університету (заочно).
Працював у газетах «Рідне слово» (Кельменці), «Радянські Карпати» (Путила; редактор), «Радянська Буковина» (Чернівці, відповідальний секретар), «Вечірній Київ» (завідувач відділу партійного життя).
Помер на 37-му році життя 2 жовтня 1973 року. Похований на Байковому кладовищі (північна частина ділянки № 33, 50°25′6.05″ пн. ш. 30°30′9.70″ сх. д. / 50.4183472° пн. ш. 30.5026944° сх. д.). На могилі пам'ятник: брила з білого мармуру з написом «Віктор Кушнір».

## Збірки віршів
- «Пам'ять» (1967).
- «Неподільність» (1972).
- «Повернення» (1980).

Основна тематика віршів Кушніра пов'язана з долею отчого краю, із селом, навколишньою природою, працею земляків.